# Comitatul Esztergom
Comitatul Esztergom, cunoscut și ca Varmeghia Esztergom (în maghiară Esztergom vármegye, în germană Graner Gespanschaft / Komitat Gran, în latină Comitatus Strigoniensis, în slovacă Ostrihomský komitát / Ostrihomská stolica / Ostrihomská župa), a fost o unitate administrativă a Regatului Ungariei din secolul al IX-lea și până în 1920. În anul 1920, prin Tratatul de la Trianon, teritoriul acestui comitat a fost împărțit între Slovacia și Ungaria. Teritoriul său se află actualmente în sudul Slovaciei și în nordul Ungariei, pe ambele maluri ale fluviului Dunărea. Capitala comitatului a fost orașul Esztergom (în germană Gran, în latină Strigonium, în slovacă Ostrihom).

## Geografie
Comitatul Esztergom se învecina la nord cu Comitatul Bars (Tekov), la vest cu Comitatul Komárom (Komárno), la sud cu Comitatul Pest-Pilis-Solt-Kiskun și la est cu Comitatul Hont. Teritoriul comitatului cuprindea o fâșie de 15 km spre vest de partea de jos a râului Hron și continua circa 10 km la sud de fluviul Dunărea. Suprafața comitatului în 1910 era de 1.076,35 km², incluzând suprafețele de apă.

## Istorie
Un predecesor al comitatului a existat la începutul secolului al IX-lea, când Esztergom (denumit pe atunci Ostrihom) a fost unul dintre cele mai importante castele din Moravia Mare. Comitatul Esztergom a devenit comitat al Regatului Ungariei pe la sfârșitul secolului al X-lea, fiind printre primele comitate întemeiate. Comitatul a avut un statut special ca urmare a faptului că din 1270 conducătorii săi au fost arhiepiscopii de Esztergom.
Capitalele comitatului au fost Castelul Esztergom și orașul Esztergom, apoi din 1543 - când teritoriul a devenit parte a Imperiului Otoman - capitala s-a aflat în afara comitatului (în perioada 1605-1663 în Érsekújvár) și în sfârșit din 1714 capitală a fost orașul Esztergom.
La sfârșitul Primului Război Mondial, partea comitatului Esztergom aflată la nord de Dunăre a devenit parte componentă a noului stat Cehoslovacia, aceste modificări de granițe fiind recunoscute prin Tratatul de la Trianon (1920). Partea sudică a rămas în Ungaria și a fost unită cu partea de sud a comitatului Komárom pentru a forma comitatul Komárom-Esztergom.
Ca urmare a prevederilor controversatului Prim Arbitraj de la Viena, partea cehoslovacă a fostului comitat a devenit parte a Ungariei în noiembrie 1938, fiind reînființat vechiul comitat Esztergom. După cel de-al doilea război mondial, granițele stabilite prin Tratatul de la Trianon au fost restaurate, iar regiunea a revenit iarăși Cehoslovaciei.
În 1950, denumirea părții ungare a devenit județul Komárom. Acest județ a fost redenumit județul Komárom-Esztergom în 1990. În 1993, Cehoslovacia s-a divizat, iar teritoriul cehoslovac al fostului comitat Esztergom a devenit parte a Slovaciei. Partea comitatului de la nord de Dunăre este actualmente în Slovacia și face parte din regiunea Nitra.

## Demografie
În 1910, populația comitatului era de 90.817 locuitori, dintre care: 
- Maghiari -- 73.418 (80,84%)
- Germani -- 9.455 (10,41%)
- Slovaci -- 7.520 (8,28%)

## Subdiviziuni
La începutul secolului al XX-lea, subdiviziunile comitatului Esztergom erau următoarele:
| Districte (járás)                          | Districte (járás)                                            |
| District                                   | Capitală                                                     |
| ------------------------------------------ | ------------------------------------------------------------ |
| Districtul Esztergom                       | Esztergom                                                    |
| Districtul Párkány                         | Párkány --- Parkan (în prezent Štúrovo) sau Muzsla --- Mužla |
| Districte urbane (rendezett tanácsú város) |                                                              |
| Esztergom                                  |                                                              |

Štúrovo și Mužla se află în prezent în Slovacia; orașul Esztergom este în Ungaria.